# Хиле, Йоп
Йоханнес Фредерик (Йоп) Хиле (нидерл. Johannes Frederik "Joop" Hiele; родился 25 декабря 1958 в Роттердаме, Нидерланды) — нидерландский футболист, выступавший на позиции вратаря. Бо́льшую часть карьеры провёл в нидерландском клубе «Фейеноорд», с командой сделал «золотой дубль». Семь раз выходил на поле в составе сборной Нидерландов.

## Карьера

### Клубная
Большую часть своей игровой карьеры Йоп Хиле провёл в клубе «Фейеноорд», в котором он дебютировал 2 апреля 1978 года и играл следующие 13 лет. С «Фейеноордом» он в 1980 и 1984 годах выигрывал Кубок Нидерландов. После 318 матчей в чемпионате и 30 в еврокубках в 1990 году он перешёл в «Дордрехт». После некоторых изменений в структуре клуба и его понижения в классе он перешёл в «Гоу Эхед Иглз» на сезон 1994/95, где после того сезона и закончил свою карьеру. После завершения карьеры игрока он стал тренером вратарей, сначала в «Виллем II», потом в ПСВ и в сборной Нидерландов, в частности тренировал голкиперов национальной команды во время Евро-2004. С 2008 года он является тренером вратарей молодёжной команды «Фейеноорда».

### Национальная сборная
Хиле с 1980 по 1991 год вызывался в нидерландскую национальную сборную, за более чем одиннадцать лет он сыграл только в семи матчах. Он дебютировал 10 сентября 1980 года в отборочном матче на чемпионат мира, который закончился поражением со счётом 1:2 в от сборной Ирландии в Дублине. Хиле ждал своей второй международной игры пять с половиной лет. 12 марта 1986 года Нидерланды с ним на воротах с минимальным счётом выиграли товарищеский матч против сборной ГДР на «Ред Булл Арене» в Лейпциге. Но опять же Хиле проигрывал конкуренцию Хансу ван Брёкелену. Хиле удалось сыграть в считанных матчах: в апреле 1987 года против Венгрии на отборе на чемпионат Европы, в мае 1988 года в товарищеском матче со сборной Болгарии и 26 апреля 1989 года на квалификации к чемпионату мира против сборной Германии (1:1), в ворота Хиле забил Карл-Хайнц Ридле. В следующий раз он сыграл за сборную 5 июня 1991 года в Хельсинки против Финляндии, это и была его последняя игра в составе «оранжевых». Чуть позже вратарь объявил о своём уходе из национальной команды. Хиле присутствовал на чемпионате Европы 1988 года, а также на чемпионате мира 1990 года в качестве второго вратаря в сборной Нидерландов после ван Брёкелена.

## Статистика

### Матчи Хиле за сборную Нидерландов
| Матчи Хиле за сборную Нидерландов | Матчи Хиле за сборную Нидерландов | Матчи Хиле за сборную Нидерландов | Матчи Хиле за сборную Нидерландов | Матчи Хиле за сборную Нидерландов | Матчи Хиле за сборную Нидерландов |
| --------------------------------- | --------------------------------- | --------------------------------- | --------------------------------- | --------------------------------- | --------------------------------- |
| №                                 | Дата                              | Соперник                          | Счёт                              | Пропущено голов                   | Соревнование                      |
| 1                                 | 10 сентября 1980                  | Ирландия                          | 1:2                               | 2                                 | Чемпионат мира 1982 (отбор)       |
| 2                                 | 12 марта 1986                     | ГДР                               | 1:0                               | —                                 | Товарищеский матч                 |
| 3                                 | 29 апреля 1987                    | Венгрия                           | 2:0                               | —                                 | Чемпионат Европы 1988 (отбор)     |
| 4                                 | 24 мая 1988                       | Болгария                          | 1:2                               | 2                                 | Товарищеский матч                 |
| 5                                 | 26 апреля 1989                    | ФРГ                               | 1:1                               | 1                                 | Чемпионат мира 1990 (отбор)       |
| 6                                 | 6 сентября 1989                   | Дания                             | 2:2                               | —                                 | Товарищеский матч                 |
| 7                                 | 5 июня 1991                       | Финляндия                         | 1:1                               | 1                                 | Чемпионат Европы 1992 (отбор)     |

Итого: 7 матчей / пропущено 6 голов; 2 победы, 3 ничьи, 2 поражения.